# أنطور أخضر مسود
أنطور أخضر مسود (الاسم العلمي:Anthurium atroviride) هو نوع من النباتات يتبع جنس الأنطور من الفصيلة اللوفية.